# Daniel Gromann
Daniel Rafał Gromann (ur. 1972 w Warszawie) – polski dyplomata i urzędnik konsularny. Od 2009 do 2013 Konsul Generalny RP w Sydney, od 2024 chargé d’affaires w Wenezueli.

## Życiorys
Daniel Gromann ukończył z wyróżnieniem iberystykę na Uniwersytecie Warszawskim (1997). W okresie studiów spędził rok na stypendium na Uniwersytecie w Arkansas. Następnie odbył tam studia podyplomowe w zakresie kultury latynoamerykańskiej oraz pracował jako asystent.
W 1998 powrócił do Polski i zdał egzamin do Ministerstwa Spraw Zagranicznych. Odbył 9-miesięczny staż w ambasadzie RP w Bogocie. Do sierpnia 2000 w Departamencie Ameryki Północnej MSZ zajmował się stosunkami dwustronnymi ze Stanami Zjednoczonymi. W marcu 2001 rozpoczął misję w ambasadzie w Hawanie. Przebywał tam do sierpnia 2007; od 2005 kierując nią jako chargé d’affaires. Będąc na Kubie, grudniu 2005, doprowadził uwolnienia dziennikarki Anny Bikont, aresztowanej za kontakty z tzw. bibliotekami niezależnymi. Doprowadził także do wydania po hiszpańsku piosenek Jacka Kaczmarskiego. Następnie, ponownie w Departamencie Ameryki, odpowiadał jako I radca za relacje z Kubą, Wenezuelą i państwami karaibskimi, a także zagadnieniami tematycznymi z zakresu pomocy rozwojowej.
Od sierpnia 2009 do 2013 pełnił funkcję Konsula Generalnego RP w Sydney. Od sierpnia 2024 chargé d’affaires w Wenezueli.
W 2012 został odznaczony Krzyżem „Golgota Wschodu”.
Z żoną Małgorzatą, także pracowniczką MSZ, wychowuje syna Michała oraz córkę. Włada językami: angielskim, hiszpańskim, rosyjskim i francuskim.
W 2005 Daniel Gromann zadebiutował powieścią science-fiction „Trzecie świadectwo”. 